# FF Весов
FF Весов (лат. FF Librae) — одиночная переменная звезда в созвездии Весов на расстоянии (вычисленном из значения параллакса) приблизительно 43430 световых лет (около 13316 парсеков) от Солнца. Видимая звёздная величина звезды — от +16,7m до +15,3m.

## Характеристики
FF Весов — пульсирующая переменная звезда типа RR Лиры (RRAB).